# 法尔施韦勒
法尔施韦勒是德国莱茵兰-普法尔茨州的一个市镇。总面积7.45平方公里，总人口737人，其中男性358人，女性379人（2011年12月31日），人口密度99人/平方公里。